# Compte (comptabilitat)
Un compte és l'element bàsic i central en la comptabilitat i en els serveis de pagaments. El compte comptable és la representació valorada en unitats monetàries, de cada un dels elements que componen el patrimoni d'una empresa (béns, drets i obligacions) i del resultat de la mateixa (ingressos i despeses), permet el seguiment de l'evolució dels elements en el temps. Per tant, hi ha tants comptes com a elements patrimonials tingui l'empresa. i en conseqüència el conjunt de comptes d'una empresa suposa una representació completa del patrimoni i del resultat (beneficis o pèrdues) de l'empresa.
Les transaccions econòmiques es recullen en la comptabilitat a través de les variacions en el valor dels diferents comptes, facilitant el registre de les operacions comptables en els llibres de comptabilitat. Cada compte es configura per un títol que fa referència a l'element que representa, un codi numèric que l'identifica i un valor d'aquesta, gràficament es representen com una T, que recull les anotacions o moviments del compte, on a la part esquerra de la T, es diu "Dèbit" o "Ha de" ia la part dreta "crèdit" o "haver", sense que aquests termes tinguin cap altre significat més que indicar una mera situació física dins del compte.

## Tipus de compte
Hi ha dos tipus de compte: de patrimoni i de gestió. Els comptes de patrimoni apareixeran en el Balanç i poden formar part de l'Actiu o del Passiu (i dins d'aquest, del Passiu Exigible o dels Fons Propis o Net). Els comptes de gestió són les que reflecteixen ingressos o despeses i apareixeran en el Compte de Pèrdues i Guanys.
Independentment de si els comptes són de Patrimoni o de Gestió, també es diu que per la seva naturalesa són deutores o creditores. Els comptes són deutores quan sent de Patrimoni es refereixen a un actiu o sent de Gestió es refereixen a una despesa i són creditores quan sent de Patrimoni es refereixen a un passiu oa un compte de capital, o quan sent de Gestió es refereixen a un ingrés. Un compte complementari d'actiu o de passiu pot invertir la lògica anterior, per exemple l'Estimació per a Comptes incobrables o d'Inventaris Obsolets o de Lent Moviment que sent comptes d'actiu la seva naturalesa és creditora. També podem tenir comptes complementaris en els comptes de Gestió.
Un tipus molt comú de compte són els comptes Corrents, aquestes són comptes que en qualsevol moment poden ser deutores o creditores i la seva naturalesa la defineix solament el fet de si són comptes de Patrimoni o de Gestió, i més encara dins de les classificacions anteriors és la seva ubicació específica dins de l'estat financer el que defineix la seva naturalesa, no oblidem són comptes que poden ser deutores o creditores.

## Terminologia
En relació amb els comptes, se solen utilitzar els següents termes:
- Carregar, deure o afeblir: registrar un valor en el deure d'un compte.
- Abonar, acreditar o datar: registrar un valor en l'haver d'un compte.
- Saldo: diferència entre la suma dels imports registrats en el deure i els registrats en l'haver d'una determinada compte. El compte pot tenir:
  - Saldo deutor, quan la suma dels valors registrats en el seu deure és major que la dels registrats en el seu haver (D> H);
  - Saldo creditor en cas contrari (D <H);
  - Saldo zero quan la suma dels valors del deure i haver són iguals (D = H).
- Saldar: consisteix a efectuar una anotació per l'import del saldo en el deure del compte, si el seu saldo és creditor, o en l'haver si és deutor, de manera que resulti un saldo zero.
- Tancar: saldar un compte i no tornar a registrar cap altra operació en la mateixa durant un determinat període.

## Comptes d'actiu
Un ens té un actiu quan a causa d'un fet ja passat, controla els beneficis econòmics que produeix un bé (material o immaterial, amb valor d'ús o de canvi per a l'ens).
Un bé té valor de canvi quan hi ha la possibilitat de:
- Bescanviar per efectiu o per un altre actiu
- Utilitzar-lo per cancel·lar una obligació
- Distribuir entre els propietaris de l'ens

Un bé té valor d'ús quan l'ens pot emprar-ho en alguna activitat productora d'ingressos.
Els comptes actius representen els béns i drets de propietat de l'empresa. Per classificar s'apliquen els següents criteris:

## Actiu corrento circulant
Són l'efectiu i aquells béns o drets que s'espera convertir en efectiu o consumir dins del cicle normal de les operacions de l'empresa. Per cicle normal d'operacions s'entén el temps mitjà en què l'efectiu invertit en matèria primera es converteix de nou en efectiu passant per les etapes de producció, venda i segur de comptes per cobrar, això per al cas d'empreses manufactureres. En empreses comercials, per la seva mateixa naturalesa, s'omet el procés productiu. Si el cicle normal operatiu és menor d'un any, es consideraran actius corrents aquells béns que es converteixen en efectiu o es consumeixen en menys d'un any, si és major d'un any, s'aplicarà aquest criteri en la classificació. És costum considerar com curt termini el període menor d'un any.
Les partides de l'actiu corrent més importants són l'efectiu, les inversions temporals (fàcilment convertibles en efectiu), els comptes per cobrar o cartera i els inventaris (matèria primera, productes en procés i productes acabats). Aquestes partides usualment reben el nom de capital de treball. De menor importància, dins del grup d'actius corrents, figuren les despeses pagades per anticipat, com ara assegurances i interessos.
L'ordre de presentació dels principals comptes de l'actiu circulant d'una entitat comercial, en atenció al seu major i menor grau de disponibilitat, és el següent:
- Caixa (Diners). És els diners en efectiu, propietat de l'empresa, el qual està representat per monedes i bitllets de banc, així com xecs, pagarés (buches) de targetes de crèdit, girs postals, bancaris i telegràfics rebuts d'altres entitats; aquest compte augmenta quan l'empresa rep diners en efectiu, disminueix quan paga amb diners en efectiu, és compte de l'actiu perquè representa els diners en efectiu propietat de l'entitat. Fons fix de caixa noia. Representa els diners en efectiu, propietat de l'empresa, destinat per liquidar els pagaments menors; a Mèxic, la Llei de l'Impost Sobre la Renda (LISR), en els articles 31, fracció III, i 172, fracció IV, estableix que la seva suma no ha d'excedir-a $ 2000,00; aquest compte principia amb el fons mitjà estimat dels pagaments menors que cobreix l'empresa durant un període determinat, per exemple, una setmana, una quinzena, un mes, etc., agregant a aquesta mitjana un petit marge; augmenta quan el fons per no ser suficient s'incrementa, disminueix quan el fons, per ser exclusiu, es redueixi, és compte de l'actiu perquè representa diners en efectiu propietat de l'entitat.
- Bancs. Representa el valor dels dipòsits fets en institucions bancàries a favor de l'entitat; aquest compte augmenta quan l'empresa diposita diners o valors al cobrament, disminueix quan expedeix xecs en contra del banc, és compte de l'actiu perquè representa el valor dels diners dipositats en institucions bancàries que és propietat d'entitat.
- Inversions temporals. Són les que estan representades per accions i altres valors d'immediata realització, que l'empresa adquireix en cases de borsa o en altres organismes del sector financer, amb el propòsit d'obtenir un rendiment o guany en termini curt, i evitar amb això que el seu efectiu disponible no produeixi un benefici; aquest compte augmenta quan l'entitat adquireix accions, bons, obligacions, cèdules hipotecàries, bons de peça, etcètera, disminueix quan els ven, és compte de l'actiu perquè representa l'import de les accions i altres valors d'immediata realització que són propietat de l'entitat.
- Mercaderies, inventaris o magatzem. Mercaderies són tots aquells valors que es fan objecte de compra o venda; aquest compte augmenta quan l'empresa compra o li retornen mercaderies, disminueix quan els ven o retorna mercaderies, és compte de l'actiu perquè representa el valor de les mercaderies que són propietat de l'entitat, tot i ho és únicament al principar i en acabar l'exercici, més endavant s'explicarà que, durant l'exercici és compte mixt.
- Clients. Són les entitats que deuen a l'empresa per haver-los venut mercaderies a crèdit, sense exigir-especial garantia documental; aquest compte augmenta cada vegada que l'empresa ven mercaderies a crèdit, disminueix quan els clients paguen totalment o parcialment el seu compte, retornen mercaderies o se'ls concedeix algun descompte o rebaixa, és compte de l'actiu perquè representa el valor de les vendes efectuades a crèdit que l'empresa té el dret a cobrar.
- Documents per cobrar. Són els títols de crèdit a favor d'entitat, com ara lletres de canvi i pagarés; aquest compte augmenta cada vegada que l'entitat rep lletres de canvi o pagarés a favor, disminueix cada vegada que l'empresa cobra, endossa o cancel·la un d'aquests documents, és compte de l'actiu perquè representa el valor nominal de les lletres de canvi i pagarés que l'empresa té el dret de cobrar.
- Deutors diversos. Són les entitats que li deuen a l'empresa per un concepte diferent del de venda de mercaderies; aquest compte augmenta cada vegada que a l'empresa li queden a deure per un concepte diferent de la venda de mercaderies, per exemple en prestar diners en efectiu, en vendre a crèdit qualsevol valor que no sigui mercaderia, etcètera, disminueix quan aquestes entitats paguen totalment o parcialment el seu compte o retornen els valors que estaven al seu càrrec, és compte de l'actiu perquè representa l'import dels deutes que no siguin per venda de mercaderies a crèdit que l'empresa té el dret de cobrar.
- Bestreta a proveïdors. És el valor de la bestreta a compte de comandes que l'empresa lliura a proveïdors, la seva finalitat és assegurar el subministrament oportú de mercaderies o serveis que requereix; aquest compte augmenta cada vegada que l'empresa efectuï bestretes a proveïdors a compte de futures compres de mercaderies o serveis; disminueix per l'import de l'amortització o cancel·lació de la bestreta quan l'entitat liquida el saldo a favor dels proveïdors i ells lliurin facturat la comanda, també disminueix per la devolució de l'import de la bestreta quan es cancel·la alguna comanda a causa de l'incompliment del proveïdor, és compte de l'actiu perquè representa l'import de les bestretes lliurades a compte de comandes de mercaderies o serveis que l'entitat té el dret d'exigir li siguin retornats si els proveïdors no compleixen oportunament amb el lliurament del convingut en el contracte subscrit.

## Passiu
Els comptes del passiu representen els deutes i obligacions que posseeixi l'empresa o entitat econòmica. Aquests comptes augmenten amb un abonament i disminueixen amb un càrrec.
Els comptes principals del passiu són:
- Proveïdors
- Documents per pagar
- Creditors diversos
- Creditors hipotecaris
- Interessos cobrats per endavant
- Rendes cobrades a compte

També hi ha els següents comptes:
- Passius circulants
- Passius a llarg termini
- Apartats
- Crèdit de passius
- Altres Passius